# Турани-над-Ондавою
Турани-над-Ондавою (словац. Turany nad Ondavou) — село в Словаччині, Стропковському окрузі Пряшівського краю. Розташоване в північно-східній частині Словаччини, біля ріки Ондава.
Уперше згадується у 1567 році.

## Пам'ятки
У селі є римо-католицький костел святої Анни з 70-их років 18 століття в стилі бароко, перебудований у 1836 році в стилі класицизму, з 1988 року національна культурна пам'ятка.

## Населення
| Рік:            | 1993 | 2003    | 2013    | 2023     |
| --------------- | ---- | ------- | ------- | -------- |
| Кількість осіб: | 411  | 398     | 392     | 347      |
| Різниця:        |      | -3,16 % | -1,50 % | -11,47 % |

| Рік:            | 2022 | 2023    |
| --------------- | ---- | ------- |
| Кількість осіб: | 349  | 347     |
| Різниця:        |      | -0,57 % |

В селі проживає 393 осіб.
Національний склад населення (за даними останнього перепису населення — 2001 року):
- словаки — 97,34 %
- русини — 0,72 %
- чехи — 0,48 %
- українці — 0,24 %

Склад населення за приналежністю до релігії станом на 2001 рік:
- римо-католики — 91,06 %,
- греко-католики — 5,07 %,
- православні — 1,69 %,
- протестанти — 0,24 %,
- не вважають себе віруючими або не належать до жодної вищезгаданої церкви: 1,93 %

## Відомі особистості
В поселенні народилась:
- Маріка Гомбітова (* 1956) — словацька співачка.